# Staphyliniformia
A Staphyliniformia a rovarok (Insecta) osztályába, ezen belül a bogarak (Coleoptera) rendjébe és a  mindenevő bogarak (Polyphaga) alrendjébe tartozó alrendág.

## Rendszerezés
Az alrendágba az alábbi öregcsaládok és családok tartoznak:
- Sutabogárszerűek (Histeroidea) (Gyllenhal, 1808)
  - Sutabogárfélék (Histeridae) (Gyllenhal, 1808)
  - Álsutabogárfélék (Sphaeritidae) (Shuckard, 1839)
  - Synteliidae (Lewis, 1882)

- Csiborszerűek (Hydrophiloidea) (Latreille, 1802)
  - Epimetopidae (Zaitzev, 1908)
  - Fövenybogárfélék (Georissidae) (Laporte, 1840)
  - Vésettcsiborfélék (Helophoridae) (Leach, 1815)
  - Nyurgacsiborfélék (Hydrochidae) (Thomson, 1859)
  - Csiborfélék (Hydrophilidae) (Latreille, 1802)
  - Dajkacsiborfélék (Spercheidae) (Erichson, 1837)

- Holyvaszerűek (Staphylinoidea) (Latreille, 1802)
  - Áldögbogárfélék (Agyrtidae) (C. G. Thomson, 1859)
  - Tócsabogárfélék (Hydraenidae) (Mulsant, 1844)
  - Pecebogárfélék (Leiodidae) (Fleming, 1821)
  - Paránybogárfélék (Ptiliidae) (Erichson, 1845)
  - Gödörkésbogár-félék (Scydmaenidae) (Leach, 1815)
  - Dögbogárfélék (Silphidae) (Latreille, 1807)
  - Holyvafélék (Staphylinidae) (Latreille, 1802)